# 奇里拉瓜

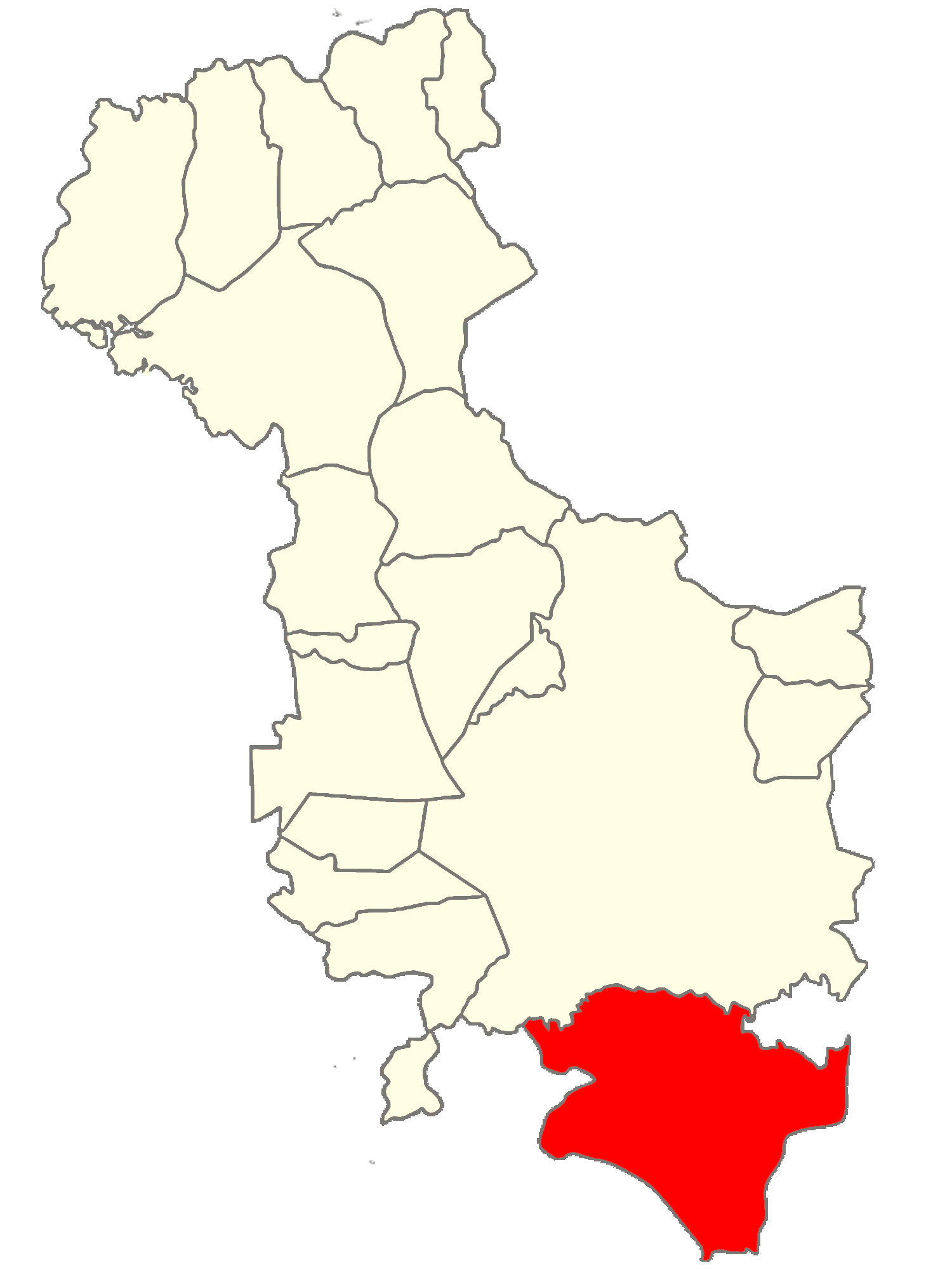
奇里拉瓜在圣米格尔省的位置

奇里拉瓜（西班牙語：Chirilagua），是薩爾瓦多的城鎮，位於該國東部，由聖米格爾省負責管轄，面積206.90平方公里，海拔高度284米，2007年人口19,984，人口密度每平方公里96.59人。
13°13′0″N 88°8′19″W / 13.21667°N 88.13861°W